# Московская улица (Звенигород)
Московская улица — одна из центральных улиц города Звенигород Московской области. Улица является памятником истории и культуры города, однако постепенно утрачивает свои объекты.

## Описание
Московская улица берет свое начало от пересечения с улицей Фрунзе и далее следует в юго-восточном направлении, заканчиваясь пересечением с трассой А-107 в восточной части города. По ходу движения с начала улицы её пересекают: улица Чехова, Пролетарская улица, улица Ленина, улица Некрасова и Игнатьевская улица.
На большей части улицы действует одностороннее движение.
Нумерация домов начинается со стороны улицы Фрунзе.
Почтовые индексы Московской улицы города Звенигорода Московской области — 143036 и 143180.

## История
Название Московской улицы — самое старое из всех существующих названий городских улиц. Оно происходит от Московской дороги, которая соединяла Звенигород со столицей. Эта дорога показана на плане Звенигорода 1766 года. В 1780-х годах Комиссией о строении городов был составлен прожектированный план переустройства города. На месте Московской дороги планом было предусмотрено устройство улицы, а в её центре — обширная торговая площадь. В настоящее время очертания бывшей площади можно отчасти представить по границам территории Мемориала воинской Славы и Чеховского сквера на противоположной стороне улицы. Так же появились перпендикулярные Московской Дворянская улица (ныне Пролетарская) и Купеческая (ныне Ленина).
В начале улицы, с 1798 года располагался главный храм Нижнего посада города, наименованный в честь Вознесения Господня. От него получила название идущая вверх Вознесенская улица (ныне Чехова). В 2007 году на месте предшествующего храма был построен новый Вознесенский собор.
В начале XX века в конце Московской улицы был достроен кладбищенский храм в честь благоверного князя Александра Невского, заложенный в 1898 году в память о почившем императоре Александре III.

## Примечательные здания и сооружения

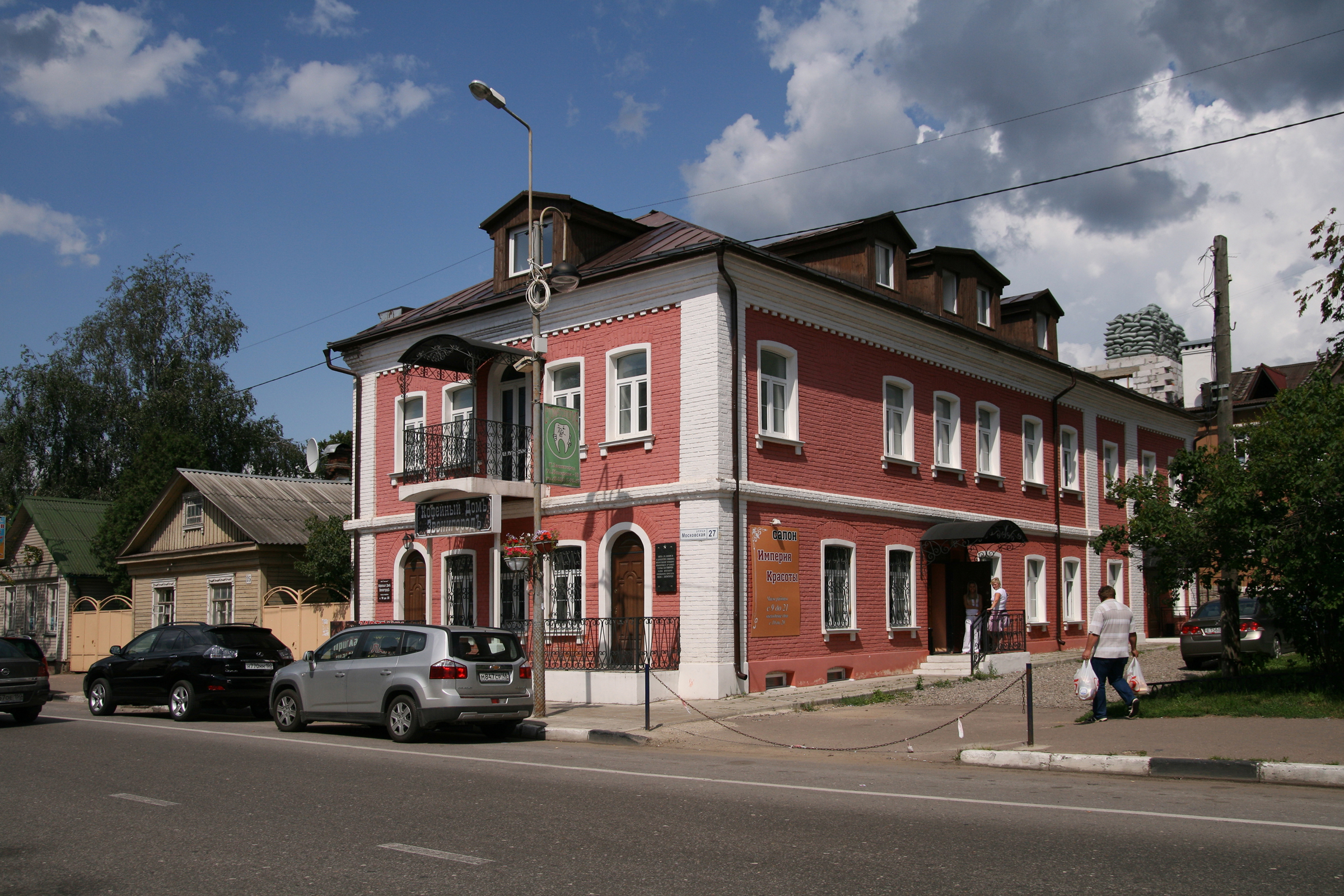
Историческая аптека Петникова
(Московская улица, 27)

- Вознесенский собор — Московская улица, владение 2 А.
- Музей истории Русского десерта — улица Красная Гора, владение 2/23[2].
- Музей «Назад в СССР» — Пролетарская улица, владение 11. Музей это место с атрибутами времен Союза Советских Социалистических Республик.
- Культурный центр имени Любови Орловой — Московская улица, владение 11[3][4].
- Памятник-мемориал воинам-интернационалистам — сквер рядом с владением 1 по улице Чехова.
- Жанровая скульптура — бюст Владимиру Ильичу Ленину — сквер рядом с владением 1 по улице Чехова.
- Звенигородским манеж — улица Некрасова, владение 2. Манеж является объектом культурного наследия, здание было построено в 1830 году[5][6].
- Аптека Петникова — Московская улица, 27.
- Церковь Александра Невского (Православный храм) — Московская улица, владение 35[7].

## Транспорт
По Московской улице осуществляется движение общественного транспорта. Здесь проходят городские автобусные маршруты № 10, № 13, № 22, № 23, № 23/51, № 23/25, № 24, № 25, № 25/51, № 28, № 50, № 51, № 452, № 455, № 881К и № 1054.